# Argus (revista)
Argus: revista mensal ilustrada, foi publicada no Porto entre Maio e Julho de 1907, sendo o seu proprietário  Mário Antunes Leitão e o seu diretor  Abílio Campos Monteiro, o qual, na primeira crónica de abertura da revista, explica a escolha do título “Argus”, retirado da mitologia grega. Quanto ao seu recheio, trata-se de uma revista ilustrada de forte cariz literário e cultural, aspeto este sempre evidente nas capas dos três e únicos números  publicados,  através das fotografias de escritores de renome realçadas em primeiro plano. Mas não só a literatura ocupa a Argus:  teatro, música, crónicas, sports e novas leituras também enchem  as suas páginas: “o preenchimento do corpus da revista era feito, tendo em conta uma prospeção de interesses socialmente alargados”. Na colaboração da Argus constam os nomes de: Eduardo de Noronha, Ruy Barbosa, Gomes Leal, Manuel Monterroso, Alexandre da Conceição, Francisco Braga.